# Саламиу
Саламиу (на гръцки: Σαλαμιού, Саламю̀) е село в Кипър, окръг Пафос. Според статистическата служба на Република Кипър през 2001 г. селото има 255 жители.
Намира се на 6 км североизточно от Келокедара.